# Боголепов, Дмитрий Павлович
Дмитрий Павлович Боголепов (3 (15) февраля 1845—13 (25) октября 1880) — автор учебников по экзегетике, публицист.

## Биография
Родился в семье сельского священника московской епархии, в селе Фёдоровское Волоколамского уезда Московской губернии.
Учился в Звенигородском духовном училище, Вифанской духовной семинарии и Московской духовной академии (МДА). По окончании академии в 1870 году он был назначен преподавателем Священного Писания в Московской духовной семинарии и оставался там до самой смерти. Как преподаватель он считался одним из лучших и пользовался большой любовью учащихся. В 1871 году подал в Совет МДА диссертацию на степень кандидата, которая по неизвестным причинам не была допущена к защите. В 1876—1880 годах по совместительству преподавал русский язык в Московской земледельческой школе. Внезапно умер во время урока. Похоронен на Пятницком кладбище в Москве.
В 1875—1876 гг. Боголепов издал встреченное большими похвалами «Учебное руководство к чтению Евангелия в духовных семинариях», в 3-х выпусках, а в 1879 году — «Учебное руководство к толковому чтению Четвероевангелия и книги Деяний Апостольских» (5-е изд. в 1910 году; изд. на болгарском языке — София: Печатница «Врѣме», 1909). Кроме этого, он написал ряд рецензий на разные сочинения о Священном Писании в «Чтениях в московском обществе любителей духовного просвещения» и на учебники в «Учебно-воспитательной библиотеке»; поместил много статей в «Православном обозрении» и вёл внутреннее обозрение в «Московских епархиальных ведомостях», переименованных затем в «Московские церковные ведомости».
Наиболее крупные из статей Боголепова были напечатаны в «Православном обозрении»: «Епархиальные Ведомости, как органы местного духовенства» (1876. — № 9), «По вопросу о слиянии общеобразовательной духовной школы с общею гражданскою» (1876. — № 10), «К вопросу о преподавании Закона Божия» (1877. — № 8), «Задачи воспитания и народной школы» (1877. — № 9), «Новый способ доказательства достоверности Евангельских сказаний на основании внутренних признаков» (1878. — № 1), «О новых изданиях по русской педагогической литературе» (1878. — № 9), «Жизнь по закону внешнего долга и по закону нравственности христианской» (1878. — № 11), «О выборах ректоров в духовных семинариях» (1879. — № 12) и др.
Боголепов принимал также участие в составлении воскресных бесед, издававшихся «Обществом любителей духовного просвещения». Также он участвовал в основании «Братства преподобного Сергия».
В 2010 и 2016 годах издательство «Правило веры» напечатало «Толковый апостол : деяния святых апостолов, изъясненные профессором Московской духовной академии Димитрием Боголеповым : последовательное истолковательное чтение».